# ベン・ヤングス
ベン・ヤングス（Ben Youngs、1989年9月5日 - ）は、イングランドプレミアシップのレスター・タイガースに所属するラグビーユニオン選手。イングランド代表として史上最多127キャップを持つ。

## プロフィール
- ワールドカップ2011・ワールドカップ2015・ワールドカップ2019・ワールドカップ2023と、4大会連続で出場した[2][3][4]。

## 経歴
2007年2月11日、レスター・タイガースのメンバーとしてアルゼンチン代表との親善試合でシニアチームデビューを果たした。4月24日には、17歳231日でイングランドプレミアシップのブリストル・ベアーズ戦に控えで出場し、レスター・タイガース史上最年少のリーグ戦出場選手となった。 
U16イングランド代表、U18イングランド代表で出場。2008年にはU20イングランド代表となり、U20シックス・ネイションズ・チャンピオンシップに出場し、チームはグランドスラムを達成した。その半月後には香港セブンズに出場し、7人制イングランド代表デビューを果たした。 
2010年3月13日、シックス・ネイションズのスコットランド代表戦で、イングランド代表デビューを果たした。2011年9月10日、ワールドカップ2011（ニュージーランド大会）の第1戦アルゼンチン代表戦で控えで出場し、ワールドカップデビュー。 
2013年4月、ブリティッシュ・アンド・アイリッシュ・ライオンズのオーストラリア遠征メンバーとなり、2キャップを獲得した。2017年にも選ばれたが、家庭の事情により辞退した。 
2017年4月8日、バース戦で、レスター・タイガースの200回目の出場を果たした。
2020年10月31日、新型コロナウイルス感染症の世界的流行の影響で半年延期されたシックス・ネイションズのイタリア代表戦で2トライを決めて、代表100キャップ目を達成した。
2022年12月17日、クレルモン戦でレスター・タイガース36人目の300キャップ達成選手となった。
2022年2月26日、シックス・ネイションズのウェールズ代表戦で代表115キャップとなり、ジェイソン・レナード（Jason Leonard）が持つイングランド代表最多記録（114キャップ、1990年～2004年）を抜き、史上最多の代表キャップ獲得者となった。
2023年、ワールドカップ2023（フランス大会）で ワールドカップ4大会連続出場となる。アルゼンチン代表との3位決定戦で先発出場し、127キャップを獲得。また、国代表からの引退も発表した。
2024年、レスター・スタジアムでの公開練習中に倒れ、心臓手術を受けた。 
2025年4月、2024-25シーズン限りでの現役引退を発表した。